# Jonathan Sumption

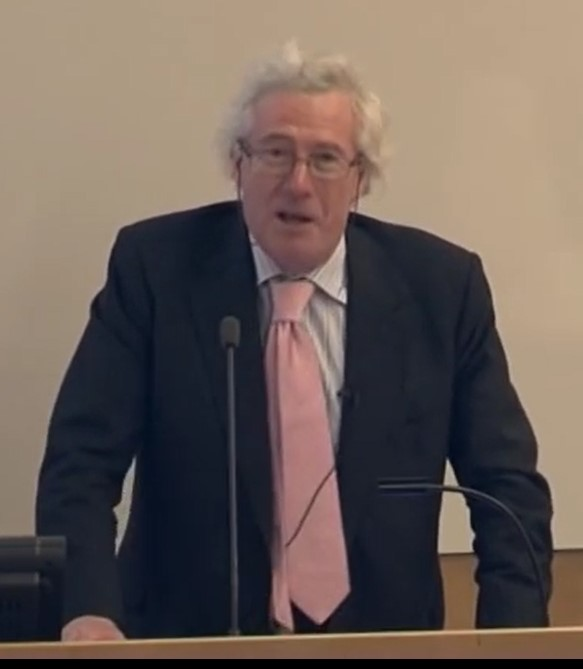
Lord Sumption, 2013

Jonathan Philip Chadwick Sumption, Lord Sumption OBE, QC (* 9. Dezember 1948) ist ein britischer Historiker und Jurist.

## Leben
Sumption besuchte das Eton College und studierte am Magdalen College mittelalterliche Geschichte; er schloss das Studium 1970 ab. Anschließend war er einige Zeit Fellow am Magdalen College, bevor er eine Karriere als Jurist einschlug. 1975 wurde er Mitglied des Inner Temple und 1986 zum Kronanwalt ernannt. In der folgenden Zeit wurde er zum Richter bestellt und fungierte von 2012 bis zum Erreichen der Altersgrenze 2018 als Richter am Obersten Gerichtshof des Vereinigten Königreichs. Anlässlich seiner Bestellung in letzteres Amt wurde ihm auf Lebenszeit der Höflichkeitstitel Lord Sumption verliehen.
Sumption gilt als recht einflussreicher Intellektueller, der ungemein belesen ist und mehrere Sprachen beherrscht. In seiner Zeit als Barrister hat er zudem ein ungewöhnlich hohes Einkommen erzielt.
Sumption hat mehrere historische Darstellungen verfasst. Sein Hauptwerk ist eine umfassende Darstellung des Hundertjährigen Krieges. Die Vorarbeiten begannen bereits in den 1980er Jahren, der erste Band von insgesamt fünf geplanten Bänden erschien 1990. Das Werk, in dem alle einschlägigen Quellen und weite Teile der umfangreichen Sekundärliteratur verarbeitet wurden, wurde sowohl in der öffentlichen Presse als auch in historischen Fachkreisen überaus positiv aufgenommen. Die Schilderung gilt nicht nur als detailliert und zuverlässig, sondern auch als stilistisch gelungen.
2019 wandte er sich in dem Buch Trials of the State: Law and the Decline of Politics gegen die angeblich zunehmende Verrechtlichung aller gesellschaftlichen Fragen und plädierte dafür, die Entscheidungsmacht der Politik gegenüber der ausufernden Kompetenzanmaßung der Richter zu verteidigen.

## Veröffentlichungen
- Pilgrimage. An Image of medieval Religion. Faber & Faber, London u. a. 1975, ISBN 0-571-10339-1 (Auch als: The Age of Pilgrimage. The medieval Journey to God. HiddenSpring, Mahwah NJ 2003, ISBN 1-58768-025-4).
- The Albigensian Crusade. Faber & Faber, London u. a. 1978, ISBN 0-571-11064-9.
- mit Keith Joseph: Equality. John Murray, London 1979, ISBN 0-7195-3651-0.
- The Hundred Years War. Faber & Faber, London u. a. 1990ff. 
  - Band 1: Trial by Battle. 1990, ISBN 0-571-13895-0;
  - Band 2: Trial by Fire. 1999, ISBN 0-571-13896-9;
  - Band 3: Divided Houses. 2009, ISBN 978-0-571-13897-5;
  - Band 4: Cursed Kings. 2015, ISBN 9780812247992.